# Risögrund
Risögrund (ook wel Risön) is een dorp binnen de Zweedse gemeente Kalix. Het dorp ligt ten zuidoosten van Kalix en Bredviken. Samen met Kalix en andere dorpen in de buurt vormt het een stedelijke bebouwing, die qua grootte zelden voorkomt in Norrbotten. Dit komt door de ligging aan de brede monding van de Kalixälven. Risögrund is genoemd naar een scheepswerf Risö die hier lag rond 1835.
Risögrund ligt aan een afslag van de Europese weg 4.
Bestuurscentrum: Kalix (tätort)
Tätort: Båtskärsnäs · Bredviken · Gammelgården · Karlsborg · Morjärv · Nyborg · Påläng · Risögrund · Rolfs · Sangis · Töre
Småort: Åkroken · Björkfors · Börjelsbyn · Granholmen · Innanbäcken · Innanlandet · Kälsjärv · Lappbäcken · Målson · Månsbyn · Ryssbält · Siknäs · Storön · Stråkanäs · Sören · Vallen · Vånafjärden
Overig: Björkvattnet · Bjumisträsk · Bondersbyn · Brattlandet · Empoberget · Forsbyn · Granån · Grubbnäsudden · Grytnäs · Hällfors · Holmträsk · Hömyrfors · Kamlunge · Klinten · Korpikå · Långfors · Lantjärv · Marieberg · Moån · Östanfjärden · Östra Flakaträsk · Östra Granträsk · Övermorjärv · Räktjärv · Rian · Småkvarn · Sockenträsk · Stora Lappträsk · Storsien · Tjäruträsk · Törböle · Törefors · Västannäs · Västra Flakaträsk · Vitvattnet ·